# Суров, Алесь
Алесь Суров (род. 5 февраля 1966, Береза) — белорусский художник, дизайнер, карикатурист, сценограф, мастер инсталляции и живописи, главный художник Гродненского областного театра кукол, главный художник Гродненского областного драматического театра. Лучший сценограф Беларуси (1998 год). Провел несколько десятков выставок, как в Белоруссии, так и за её пределами.

## Биография
Алесь Суров родился 5 февраля 1966 года в городе Береза. Окончив всего восемь классов поступил в художественное училище имени Глебова, которое закончил в 1985 году. Получил специальность дизайнера. Отслужил в армии, а затем переехал в Гродно. Работал оформителем в Музее истории религии в Гродно. Потом перешел главным художником в Театр кукол (1995—1999). В 1990-е годы опубликовал в различных изданиях несколько десятков карикатур. В 1999 году за книгу карикатур на президента Белоруссии А. Лукашенко подвергался судебному преследованию. Лишь благодаря вмешательству ОБСЕ и американского посольства удалось избежать 4-летнего тюремного заключения.
Уже первый оформленный им в Театре кукол спектакль «Пришелец» по рассказу французского писателя М. Эйроля в 1997 году был назван Лучшим спектаклем года. В 1998 году А. Суров был признан лучшим сценографом Беларуси. С 2009 по 2014 работал главным художником в Гродненском областном драматическом театре. Является автором сценографии и костюмов к спектаклю «Полёт над гнездом кукушки» Д. Вассермана, который получил главный приз XIV Международного фестиваля «Встречи в России» в Санкт-Петербурге (Россия, 2012 г).
На сегодняшний день провел около 30 персональных выставок в Белоруссии, Литве, Польше, Германии, Англии и России. Участник международных пленэров в Польше и Белоруссии. В последние годы активно работает в области дизайна В 2017 создал инфостенды с современной системой навигации для туристов.

## Персональные выставки
Провел десяток выставок, среди них:
- Выставка «Негламурная Беларусь»[8]
- Выставка «Опус № 50 „Лірычны“» в гродненской галерее «Крыга» (Февраль 2016 года)[2].
- Выставка «Паштоўкі з мястэчка» (рус. «Открытки из местечка») в Гродненской хоральной синагоге (с 18 марта 2018 года; открыта к 75 лет со времени уничтожения Гродненского гетто)[9]